# Карапчів (Чернівецький район)
Карапчі́в — село в Україні, у Чернівецькому районі Чернівецькій області. Центр Карапчівської сільської громади.

## Назва
Існує кілька версій походження назви села Карапчів. В одній з них розповідається, що коли турки проходили через ці землі, то збудували тут ясла для коней. Турецькою це звучить як «кара». Проте це ж слово з турецької можна і перекласти як чорний злодій, розбійник. Саме тому існує легенда, що місцеві жителі зобачивши мастистих коней турецького війська, любили й собі при нагоді привести такого коника до господи. Тому турки і прозвали так мешканців поселення. За третьою версією в цій місцевості колись простягалися широкі буйні ліси і лише стрічка Серету оповивала їх. Ліси були настільки густими, що річка здавалася дуже темною, майже чорною. Тому й поселення дістало таку назву. Чи так це, чи не так було, сказати важко. От тільки ліси тут і справді були.

## Географії
Село Карапчів розташоване на півдні Чернівецького району на березі річки Серет.

## Історія
У XVIII столітті землі села Карапчів, що раніше належали правителю Теуту, викупила родина Григорча. І на території древніх лісів побудувала маєток і облаштувала прекрасний дендрологічний парк зі ставом, і острівком на ньому. Ліс був розташований біля старої великої торговельної дороги, яка пов'язувала Балтійське море з дунайськими портами, на лівому боці Серету. Існують думки, що тут колись існувала корчма для мандрівників, станція для зміни коней, а також точка контролю та охорони, заснована ще за часів Олександра Доброго.
Родина Григорча відіграла величезну роль в становленні села. Модест Григорча, отримавши середню освіту в Чернівецькій гімназії (1866), а юридичну — в університеті міста Кратз (1871), виявився неперевершеним господарем. Збудував в селі фабрики з виробництва цикорію, дріжджів, обновив винницю (спиртзавод). До того ж, виробництво за нашими мірками у нього було майже безвідходове: виробничими залишками годувалася худоба, яка потім відправлялася на продаж до Відня щойно збудованою залізницею (1886).
Сучасна церква села Карапчів була відбудована 1992 року на місці старої дерев'яної церкви, спорудженої в середині XVIII століття на території парку Григорчів. За церквою знаходилося кладовище (до 1924 року), а поруч, у кутку парку — ще й досі можна побачити фамільний склеп панської родини. Від парку під керівництвом інженера з Відня 1934 року пролягла дорога до лісу, обсаджена з обох сторін липами, привезеними з Австрії. Цю вулицю й нині називають «панською дорогою».
З приходом радянської влади, родина Григорчів покинула дім і евакуювалася закордон. Натомість у стінах білосніжного маєтку, збудованого знаним архітектором, професором Чернівецької крайової промислової школи Еріхом Кольбенгайєром, розмістилася військова частина із сім'ями офіцерів. Садиба стала казармою, а сад — полігоном.
Повернувшись через рік, пан, як то кажуть, мав що бачити: величезна бібліотека розкрадена, сторінки цінних книг використували для розпалу і як туалетний папір, а шкіряні палітурки, оздоблені позолотою — замість мішеней, на мармурових підвіконнях сікли м'ясо, а прямо на паркеті рубали дрова з рідкісних дерев парку.
Сьогодні колишній маєток належить Карапчівській спецшколі-інтернат для дітей зі зниженим зором і перебуває в жахливому стані, буквально розвалюючись на очах.
З 24 серпня 1991 року село Карапчів входить до складу незалежної України.
17 липня 2020 року, в результаті адміністративно-територіальної реформи та ліквідації Глибоцького району, село увійшло до складу Чернівецького району.

## Населення

### Мова
Розподіл населення за рідною мовою за даними перепису 2001 року:
| Мова       | Кількість | Відсоток |
| ---------- | --------- | -------- |
| румунська  | 1906      | 91.11%   |
| українська | 173       | 8.27%    |
| російська  | 11        | 0.52%    |
| польська   | 2         | 0.10%    |
| Усього     | 2092      | 100%     |

## Символіка

### Герб
Щит розтятий і перетятий. У першому синьому полі срібний свиток із закрученими верхнім і нижнім краями, на якому червоний сигль “Г” кирилицею з рослинним орнаментом і покладеним на свиток золотим гусячим пером з нахилом у ліву сторону.
У другому червоному полі дерев’яна маківка церкви золотом з таким же дахом, увінчана срібним православним хрестом, обпертим на кулю.
У третьому синьому полі золота голова корови із срібними рогами.
У четвертому червоному полі золотий кужіль у стовп із срібним клубком вовни, з якої витинається срібна нитка, намотуючись на золотий веретенок, встромлений у вовну з нахилом у ліву сторону.

### Прапор
Квадратне полотнище поділене вертикально і горизонтально на чотири рівновеликі червоно-сині поля: перше і четверте поля червоні, друге і третє сині.
У першому червоному полі біля древка по центру поля жовта восьмикутна у плані маківка церкви з синіми шибками вікна із жовтим дахом, увінчана металевим православним хрестом білого кольору,  обпертим на жовту кулю. В інших полях прапора символіка відсутня.

## Цікаві факти
В селі знаходиться 6-метровий дерев'яний Пегас. Так мешканці села вирішили увічнити 200-літній дуб, який вже всихав.

## Відомі особи
- У селі 15 листопада 1921 року народився молдавський поет і перекладач Василь Левицький.
- Лук'янюк Костянтин Костянтинович (1993—2014) — старший солдат Збройних сил України, учасник російсько-української війни.

## Світлини

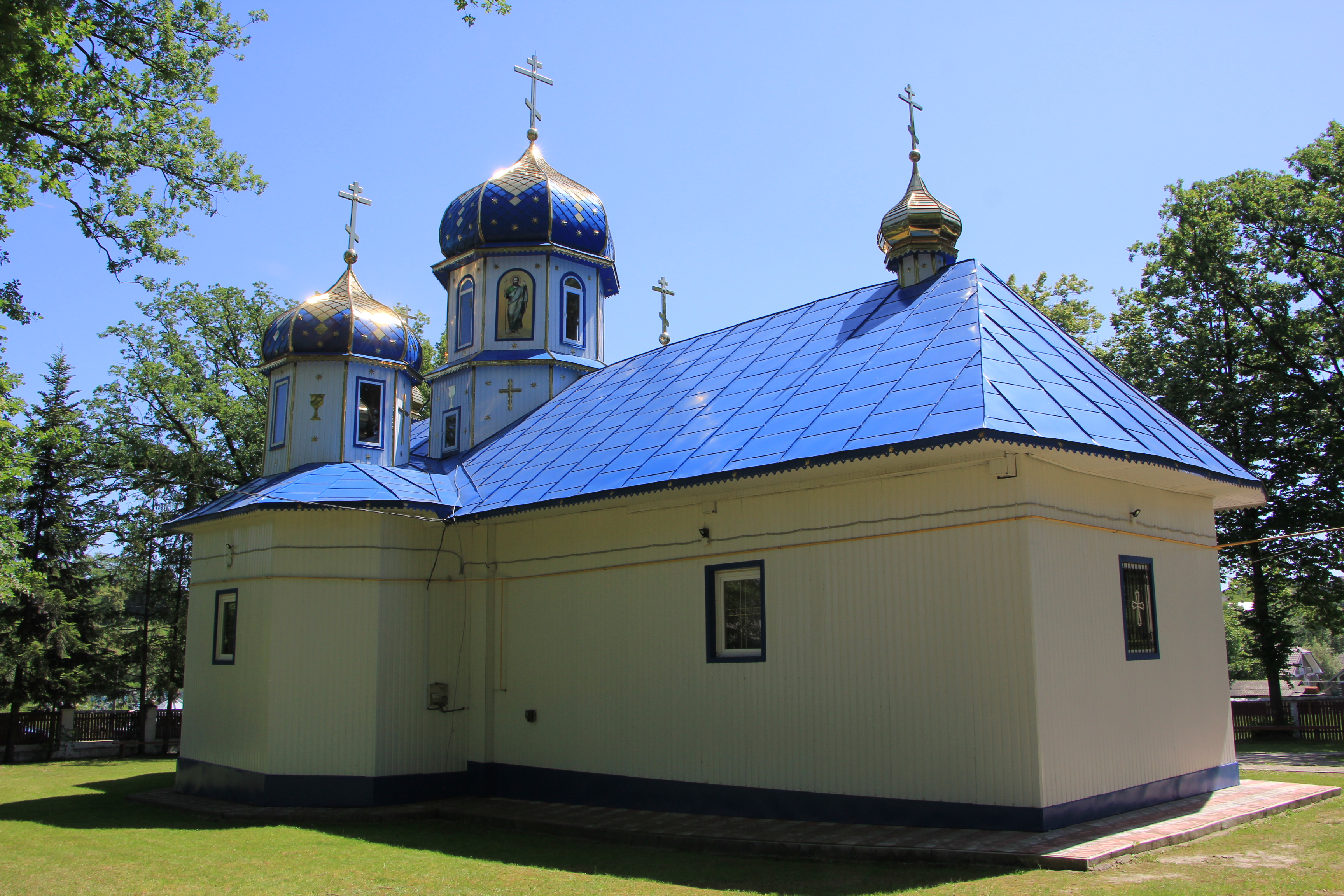
Дерев'яна церква Різдва Пр. Богородиці 1816 р.
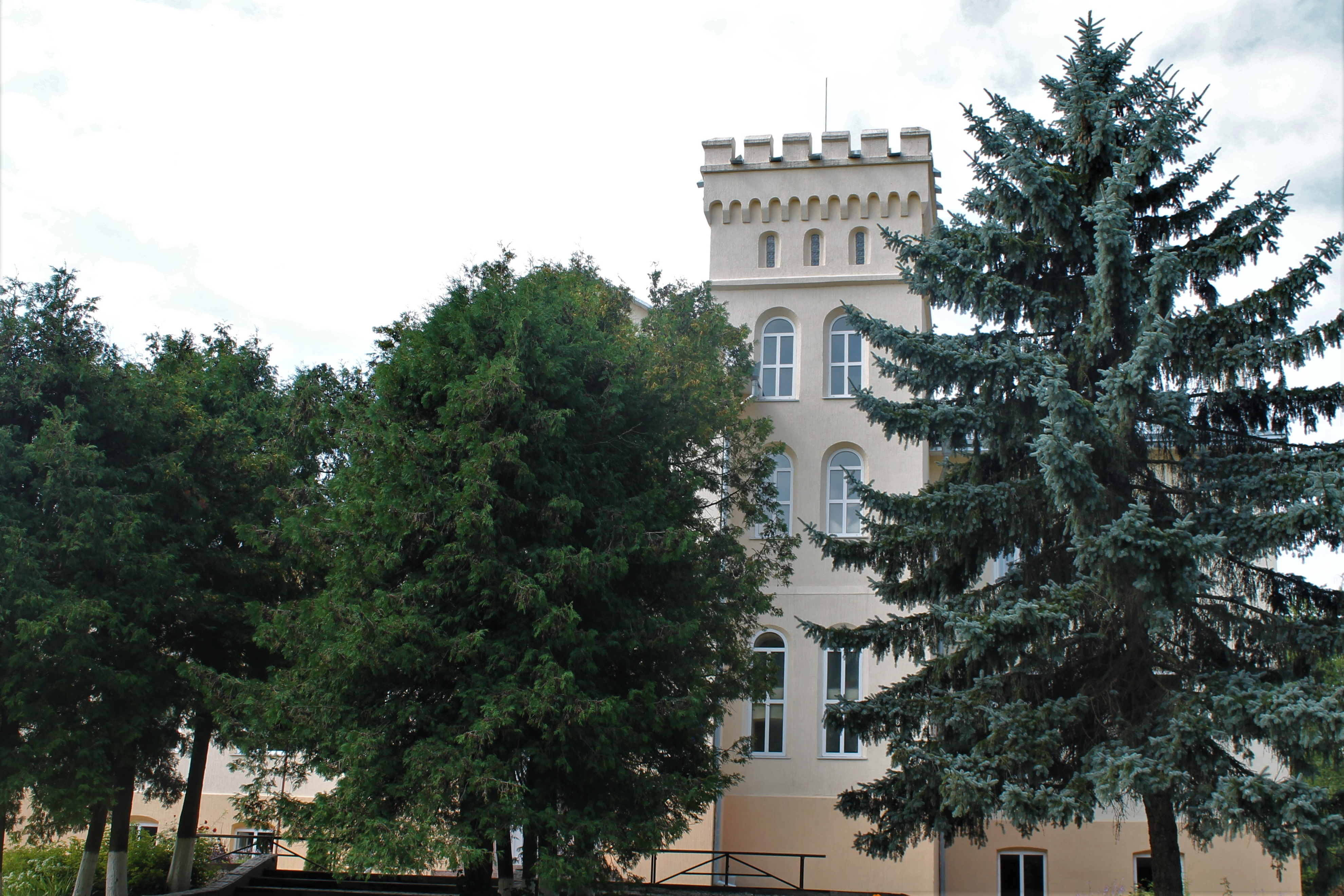
Парк-пам'ятка садово-паркового мистецтва
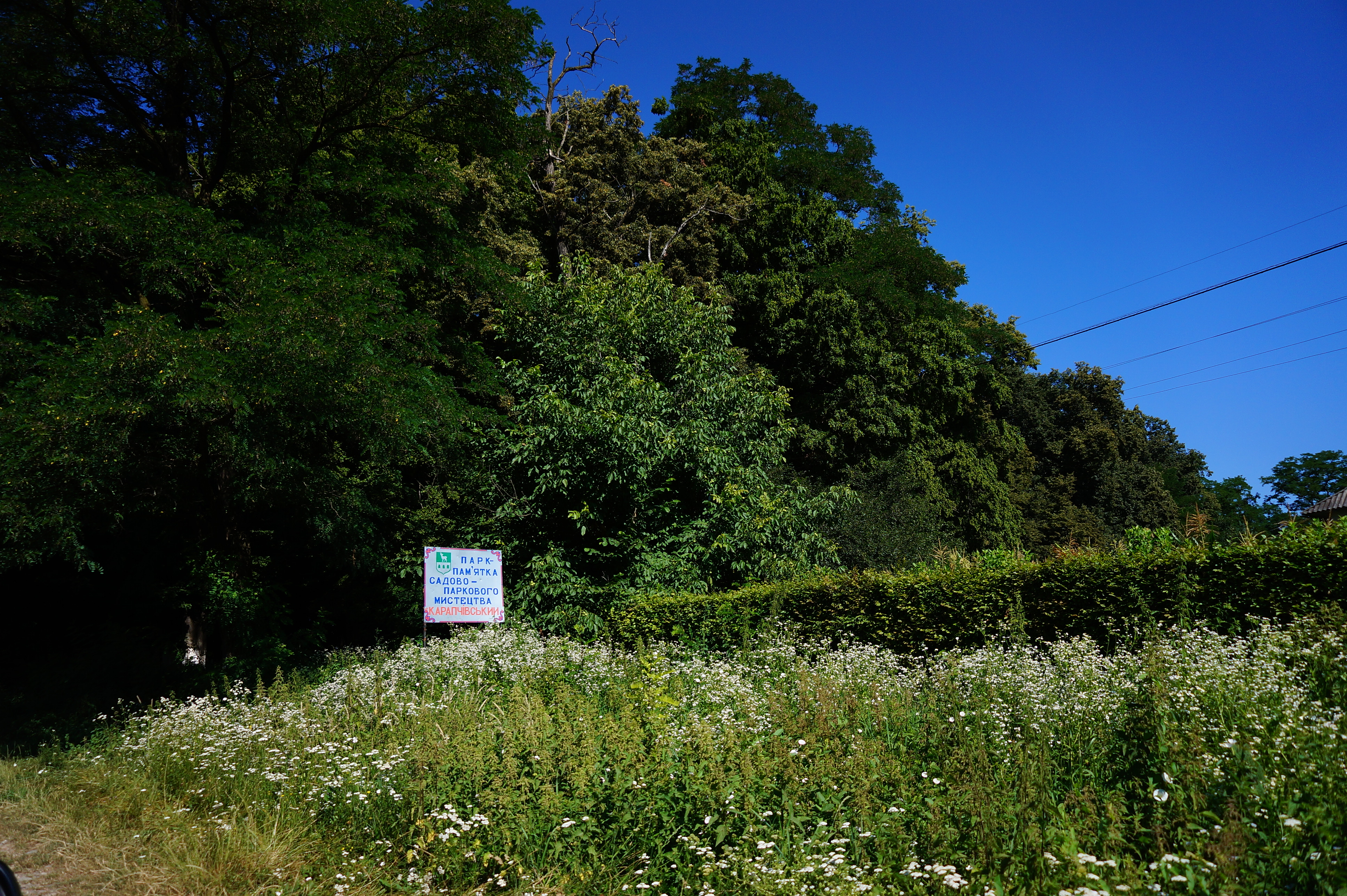
Карапчівський парк
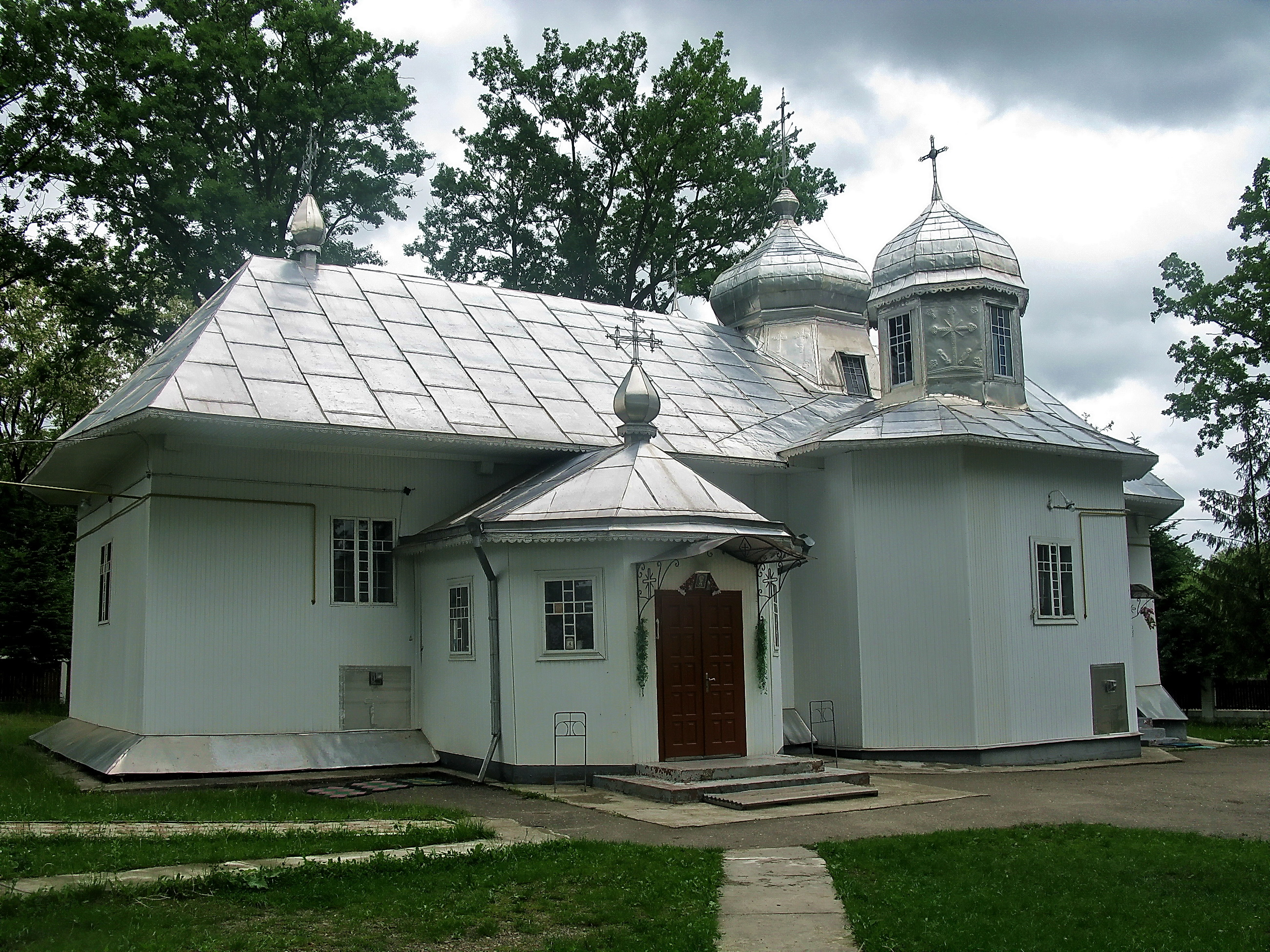
Церква Різдва Богородиці та дзвіниця на 2009 рік
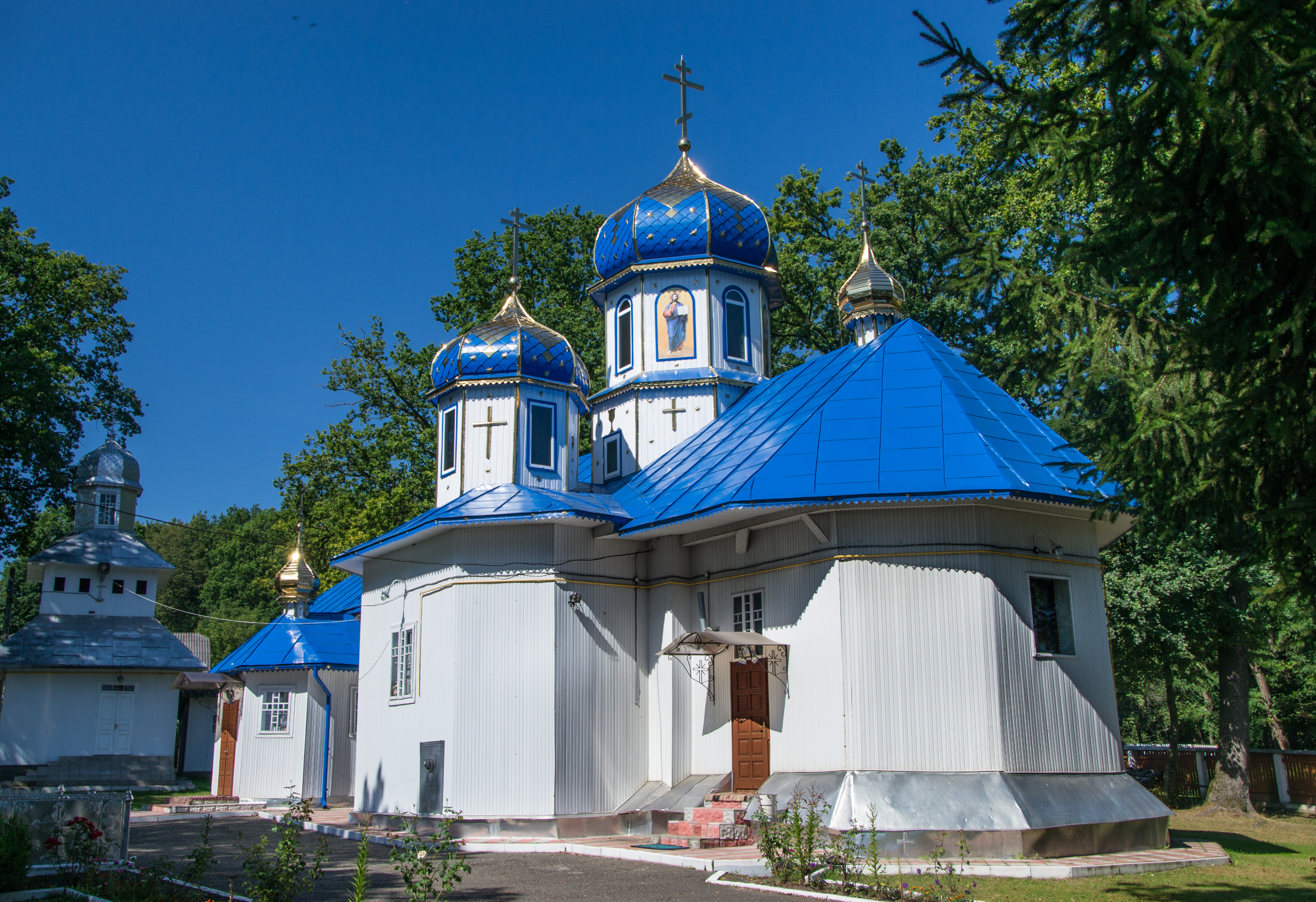
Церква Різдва Богородиці та дзвіниця на 2014 рік